# 부산동중학교
부산동중학교(釜山東中學校)는 대한민국 부산광역시 부산진구 전포동에 있는 사립 중학교이다.

## 학교 연혁
- 1953년 4월 20일 : 부산광역시 부산진구 전포동 518번지 평화중고등학교 개교 / 초대 이상순 이사장 취임, 초대 안용준 교장 취임
- 1954년 7월 27일 : 재단법인 평화 학원 설립인가 (문보 제1487호)
- 1956년 3월 6일 : 중학교 제1회 졸업식 거행
- 1974년 2월 16일 : 부산동중학교로 교명 변경 (교행1042-3)
- 1974년 9월 19일 : 체육관 준공
- 1984년 7월 6일 : 법인 명칭을 구암학원으로 변경 (관리1042-537)
- 2015년 5월 29일 : 제3대 최순자 이사장 취임
- 2023년 3월 1일 : 제15대 주수환 교장 취임
- 2025년 2월 6일 : 제70회 졸업식 거행 (졸업생수 22,863명)
- 2025년 3월 4일 : 2025학년도 신입생 입학식(신입생 143명)

## 참고 자료
- 부산동중학교 - 한국교육학술정보원 학교알리미